# The Prophecy
The Prophecy — второй студийный альбом британской готической группы Nosferatu, изданный в 1994 году в Британии лейблом Possession Records и в 1995 году — в США компанией Cleopatra Records. Диск оказался неплохо встречен слушателями и поднялся до четырнадцатой строчки в британском независимом чарте. Несмотря на это, запланированный гастрольный тур в поддержку The Prophecy оказался сокращён из-за личных проблем участников группы; музыканты успели отыграть лишь два концерта из одиннадцати, и в результате продажи оказались не так велики, как предполагалось.

## Об альбоме
Для работы над альбомом Nosferatu вновь привлекли свою самую первую вокалистку Саффир Аврору, которая вместе с Владом Яничеком написала песню «The Enchanted Tower».
Алекс Хендерсон в своей рецензии оценил альбом высоко, похвалил вокал Найелла Мёрфи, пришедшего на смену Луису Де Рэю, и назвал представленные на диске композиции «тёмными и тревожными, но не шокирующими», проведя аналогию между общим стилем The Prophecy и атмосферой телесериала «Мрачные тени».
В то же время другие критики крайне негативно отреагировали на альбом. Катерина Йеске из Trouser Press осталась весьма недовольна «слабым, дрожащим голоском» Найелла Мёрфи, который по сравнению с вокалом Луиса Де Рэя, по её мнению, «непростительно ужасен»; в результате смены солиста, констатировала журналистка, «вызывающее дрожь волшебство ранних работ Nosferatu безвозвратно ушло».

## Список композиций
Автор текстов — Найелл Мёрфи, за исключением песен «Thrill Killer» (Найелл Мёрфи и Влад Яничек) и «The Enchanted Tower» (Саффир Аврора). Список композиций приводится по американскому изданию альбома (европейское отличается от него отсутствием трека «Sucker for Love»).
| №                   | Название                   | Композитор                                 | Длительность |
| ------------------- | -------------------------- | ------------------------------------------ | ------------ |
| 1.                  | «Requiem»                  | Влад Яничек                                | 3:05         |
| 2.                  | «Farewell My Little Earth» | Дэмьен Де Вилль, Влад Яничек, Найелл Мёрфи | 6:28         |
| 3.                  | «Fever»                    | кавер-версия песни Judas Priest            | 5:10         |
| 4.                  | «The Keeper’s Call»        | Дэмьен Де Вилль, Влад Яничек, Найелл Мёрфи | 6:05         |
| 5.                  | «Thrill Killer»            | Влад Яничек, Найелл Мёрфи                  | 5:57         |
| 6.                  | «Time of Legends»          | Влад Яничек, Найелл Мёрфи                  | 6:57         |
| 7.                  | «Shadowmaker»              | Дэмьен Де Вилль, Влад Яничек, Найелл Мёрфи | 5:45         |
| 8.                  | «Sucker for Love»          | Влад Яничек, Найелл Мёрфи                  | 5:10         |
| 9.                  | «Savage Kiss»              | Влад Яничек, Найелл Мёрфи                  | 5:53         |
| 10.                 | «Grave Desires»            | Дэмьен Де Вилль, Влад Яничек, Найелл Мёрфи | 4:19         |
| 11.                 | «Soul Trader»              | Влад Яничек, Найелл Мёрфи                  | 6:23         |
| 12.                 | «The Enchanted Tower»      | Влад Яничек, Саффир Аврора                 | 9:00         |
| Общая длительность: | Общая длительность:        | Общая длительность:                        | 1:10:12      |

## Участники записи
- Найелл Мёрфи — вокал
- Дэмьен Де Вилль — электрогитара
- Влад Яничек — бас-гитара
- Джоби Тальбот — саксофон в «Time of Legends»
- Саймон «Док» Мильтон — продюсирование